# Ploesoma triacanthum
Ploesoma triacanthum is een raderdiertjessoort uit de familie Synchaetidae. De wetenschappelijke naam van deze soort is voor het eerst geldig gepubliceerd in 1892 door Bergendal.